# Kepler-90 i
Kepler-90 i (также KOI-351 i) — экзопланета, обращающаяся вокруг звезды Kepler-90 в созвездии Дракона. Находится на расстоянии 780 ± 100 парсек (2,54 ± 0,33 тыс. световых лет) от Земли. Открыта при обработке данных космического телескопа «Кеплер» (НАСА) с помощью транзитного метода, основанного на эффекте затемнения звезды при прохождении экзопланеты по её диску. Kepler-90 i была найдена с применением нового для астрономии инструмента — глубокого обучения, относящегося к классу алгоритмов машинного обучения.

## Характеристики
Kepler-90 i является суперземлёй с радиусом 1,32 ± 0,21 земного, то есть достаточно мала, чтобы быть не газовым гигантом, а каменной планетой, подобной планетам земной группы. Если планета имеет состав, как у Земли, то её масса составляет 2,5 земной. Равновесная температура планеты составляет 709 ± 75 K (436 ± 75 °C), что близко к средней температуре на Венере.
Kepler-90 i имеет период обращения вокруг материнской звезды 14,44912 ± 0,00020 суток, а большая полуось её орбиты составляет 33,8 +6,6
−12 радиусов центральной звезды R* (с учётом измеренного R* = 1,29 ± 0,167 R⊙, большая полуось равна 0,107+0,025
−0,040 а.е.). Наблюдавшаяся продолжительность прохождения по диску звезды составляет 2,80 ± 0,31 часа. Наклонение орбиты (угол между плоскостью орбиты и картинной плоскостью) равно 89,20 +0,59
−1,30 градуса.

## Открытие
В 2009 году на орбиту был выведен спутниковый телескоп «Кеплер» для поиска экзопланет с помощью фотометра — инструмента, используемого для обнаружения прохождений экзопланеты перед диском центральной звезды (транзитов). В последний раз «Кеплер» наблюдал 50 000 звёзд из каталога KCI, включая звезду Kepler-90. Полученные данные были отправлены на анализ команде миссии «Кеплера», и она отобрала кандидатов для наблюдения.
Впоследствии, после открытия ряда экзопланет, данные «Кеплера» были загружены в систему искусственного интеллекта, разработанную сотрудником Google Кристофером Шаллю (англ. Christopher Shallue). Он совместно с членом команды «Кеплера» Эндрю Вандербургом (англ. Andrew Vanderburg) обучил созданную систему на 15 тысячах ранее обработанных сигналов. Затем нейросеть получила для обработки данные 670 уже обработанных систем с целью проверки, сможет ли она найти слабые сигналы, которые не нашли люди. Как оказалось, разработанная система смогла сделать это, и Kepler-90 i оказалась одной из двух первых экзопланет, найденных данным методом. Оцененная авторами вероятность действительного существования планеты с указанными параметрами составляет 94,2 %. Вторая найденная экзопланета — Kepler-80 g — является самой маленькой в своей планетной системе.
До открытия Kepler-90 i планетная система жёлтого карлика Kepler-90 совместно с системой красного карлика TRAPPIST-1 занимала лидерство по количеству известных экзопланет. После обнаружения восьмой планеты Kepler-90 стала самой большой экзопланетной системой, известной человечеству.

## Галерея

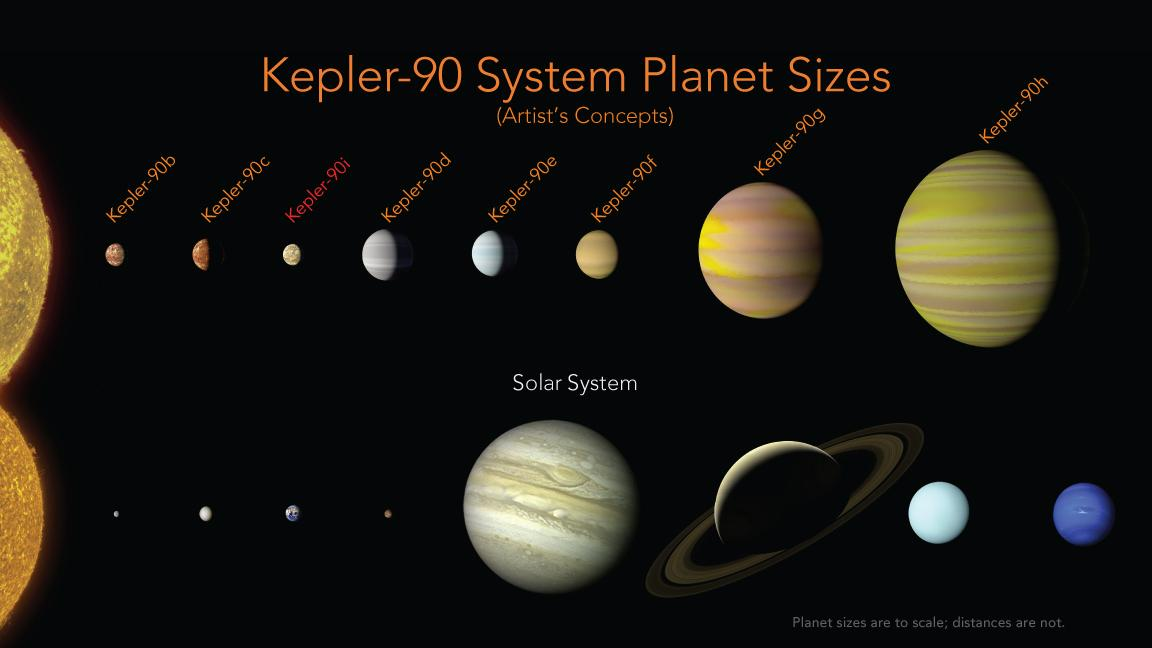
Сравнение планетной системы Kepler-90 с Солнечной системой. Следует отметить, что расстояния до центральной звезды указаны не в масштабе; радиус орбиты самой удалённой известной экзопланеты в системе Кеплер-90 примерно равен радиусу орбиты Земли